# Равча
Равча (хорв. Ravča) — населений пункт у Хорватії, в Сплітсько-Далматинській жупанії у складі міста Вргораць.

## Населення
Населення за даними перепису 2011 року становило 154 осіб.
Динаміка чисельності населення поселення:

## Клімат
Середня річна температура становить 12,58 °C, середня максимальна – 26,06 °C, а середня мінімальна – -0,30 °C. Середня річна кількість опадів – 940 мм.
| Клімат поселення                              | Клімат поселення | Клімат поселення | Клімат поселення | Клімат поселення | Клімат поселення | Клімат поселення | Клімат поселення | Клімат поселення | Клімат поселення | Клімат поселення | Клімат поселення | Клімат поселення | Клімат поселення |
| Показник                                      | Січ.             | Лют.             | Бер.             | Квіт.            | Трав.            | Черв.            | Лип.             | Серп.            | Вер.             | Жовт.            | Лист.            | Груд.            |                  |
| Середній максимум, °C                         | 8,12             | 8,14             | 11,34            | 15,06            | 20,06            | 24,00            | 25,91            | 26,06            | 21,07            | 16,56            | 11,54            | 8,74             |                  |
| Середня температура, °C                       | 3,90             | 3,94             | 7,13             | 10,86            | 15,85            | 19,79            | 22,52            | 22,66            | 17,67            | 13,17            | 8,14             | 5,32             |                  |
| Середній мінімум, °C                          | −0,3             | −0,27            | 2,92             | 6,64             | 11,64            | 15,58            | 19,11            | 19,28            | 14,28            | 9,77             | 4,75             | 1,94             |                  |
| Норма опадів, мм                              | 85               | 76               | 77               | 80               | 65               | 58               | 40               | 54               | 76               | 104              | 121              | 104              |                  |
| Середньомісячна швидкість вітру, м/с          | 3.23             | 3.62             | 3.59             | 3.30             | 2.89             | 2.64             | 2.62             | 2.50             | 2.80             | 2.97             | 3.58             | 3.74             |                  |
| Середньомісячна сонячна радіація, кДж/м²·день | 5694             | 8320             | 11995            | 16166            | 19688            | 22551            | 24247            | 21517            | 16106            | 10537            | 6150             | 4785             |                  |
| --------------------------------------------- | ---------------- | ---------------- | ---------------- | ---------------- | ---------------- | ---------------- | ---------------- | ---------------- | ---------------- | ---------------- | ---------------- | ---------------- | ---------------- |
| Джерело:                                      |                  |                  |                  |                  |                  |                  |                  |                  |                  |                  |                  |                  |                  |